# Pierre-Simon Ballanche
Pierre-Simon Ballanche (Lió, 1776 - 1847) va ser un escriptor i filòsof contrarrevolucionari francès que va elaborar una teologia progressista que va tenir una influència considerable en els cercles literaris francesos de començaments del segle xx.
L'espectacle de l'execució de 700 persones després de la fracassada revolda realista de 1793 a Lió li va deixar una forta empremta a la seva concepció pessimista de la vida. Va fer feina com a impressor durant uns anys i el 1802 publica la seva primera obra, Du sentiment considéré dans son rapport avec la littérature, una seqüela de Génie du christianisme de Chateaubriand. La principal obra de Ballanche, que mai acabà, va ser Essais de palingénésie sociale en què intentava narrar d'una manera poètico-filosòfica el passat, el present i el futur. Balanche afirmà que l'origen de la societat estava en relació directa amb l'origen del llenguatge, que era una revelació directa de Déu, i que la humanitat havia de passar per tres fases: la pèrdua de la perfecció, el període de prova i el renaixement final (retorn a la perfecció).